# Donkey Kong (personatge)
Donkey Kong va ser un enemic d'en Mario en els antics jocs de la saga. El seu germà menor és Diddy Kong. I el seu nadó, Baby DK (Donkey Kong Nadó). El seu fill, Donkey Kong Junior. En els antics jocs de Mario ell raptava a una noia: la princesa Pauline (actualment la princesa Peach). Era l'enemic natural de Mario, i és el principal antagonista dels jocs de Mario vs. Donkey Kong que van començar el 2004.
El nou Donkey Kong introduït a Donkey Kong Country es va caracteritzar inicialment com el net del Donkey Kong original que apareix al joc com un simi gran anomenat Cranky Kong. Aquesta va seguir sent la història més consistent, ja que també s'indicava directament tant a Donkey Kong Land com a Donkey Kong Country 2: Diddy's Kong Quest, però Donkey Kong 64 retrata el Donkey Kong modern com el fill de Cranky Kong. Leigh Loveday, l'escriptor de Donkey Kong Country 2, pronosticant la seva declaració amb "Tal com jo sé", va dir que és una versió adulta de Donkey Kong Jr. El lloc web de Nintendo of Europe també afirma que el DK modern és DK Jr.
Mario, el protagonista del joc original de 1981, es va convertir en el personatge central de la franquícia de Mario; el modern Donkey Kong apareix regularment com a personatge convidat als jocs de Mario. També s'ha jugat a totes les entrades de la sèrie de lluita encreuada de Super Smash Bros. i serveix com a principal antagonista de Mario vs Donkey Kong del 2004 al 2015.

## Concepte i creació
El 1981, Nintendo buscava una llicència per fer un joc basat en la tira còmica de Popeye. Quan aquesta relació es va cancel·lar, Nintendo va decidir aprofitar l'oportunitat per crear personatges originals que després poguessin ser comercialitzats i utilitzats en jocs posteriors. Shigeru Miyamoto va plantejar molts personatges i conceptes argumentals, però finalment es va establir en un triangle amorós entre goril·la, fuster i xicota, que reflectia la rivalitat entre Bluto i Popeye per Olive Oyl.
Bluto va ser substituït per un gran simi enfurismat, que Miyamoto va dir que no era "massa dolent o repulsiu", i la mascota del personatge principal. Miyamoto també va citar "La bella i la bèstia" i la pel·lícula de 1933 King Kong com a influències per al personatge.
Miyamoto va utilitzar "ase" per transmetre "tossut" en anglès; mentre que "Kong" era simplement per implicar que era un "gran simi", el nom Donkey Kong tenia la intenció de transmetre "simi tossut" a l'audiència nord-americana. Quan va suggerir aquest nom a Nintendo of America, la gent va riure, però el nom va quedar.
L'aparença del personatge va ser redissenyada per a la Super NES l'any 1994 per l'antic artista de personatges Rare Kevin Bayliss amb la supervisió de Miyamoto, que va suggerir donar a Donkey Kong una corbata vermella. Bayliss va presentar l'aspecte modern a Nintendo i va ser aprovat immediatament per al mitjà 3D d'alta resolució. Tot i que el disseny del personatge s'ha anat ajustant al llarg dels anys, l'aspecte de Donkey Kong continua essent consistent des de l'última modificació de Bayliss.